# Johanna Davidsson
Johanna Davidsson (née le 11 décembre 1983) est une aventurière et infirmière suédoise, spécialiste des expéditions polaires.

## Biographie
En 2008, elle met trois mois à longer les côtes suédoise et finlandaise en kayak sur plus de 3 600 kilomètres.
En 2014, Johanna Davidsson et sa grande sœur Caroline décident de traverser le Groenland en autonomie du sud au nord, à ski et avec l’aide de cerfs-volants. Le parcours leur prend 36 jours.
En 2016, Davidsson prend la direction du pôle Sud : durant son expédition en solitaire depuis Hercules Inlet, elle rejoint le pôle en 38 jours et améliore le précédent record établi par Hannah McKeand en 2006 de quelques heures. Elle est la première suédoise à atteindre le pôle en solitaire et sans assistance. Pour cette expédition, elle reçoit un Schackleton Award l’année suivante, qui salue la qualité de sa préparation plus que le record en lui-même.
Elle pratique également l’escalade et la voile, et exerce aussi comme guide pour des expéditions privées en Antarctique.

## Distinctions
- 2014 : Aventurière suédoise de l’année (avec sa sœur Caroline, pour la traversée du Groenland du sud au nord)[6]
- 2016 : Aventurière suédoise de l’année (pour son expédition au pôle Sud)[6]
- 2017 : Schackleton Award (pour son expédition au pôle Sud)[5]

## Publications
- 2018 : Solo Sister, Vägen till Sydpolen